# Postulante

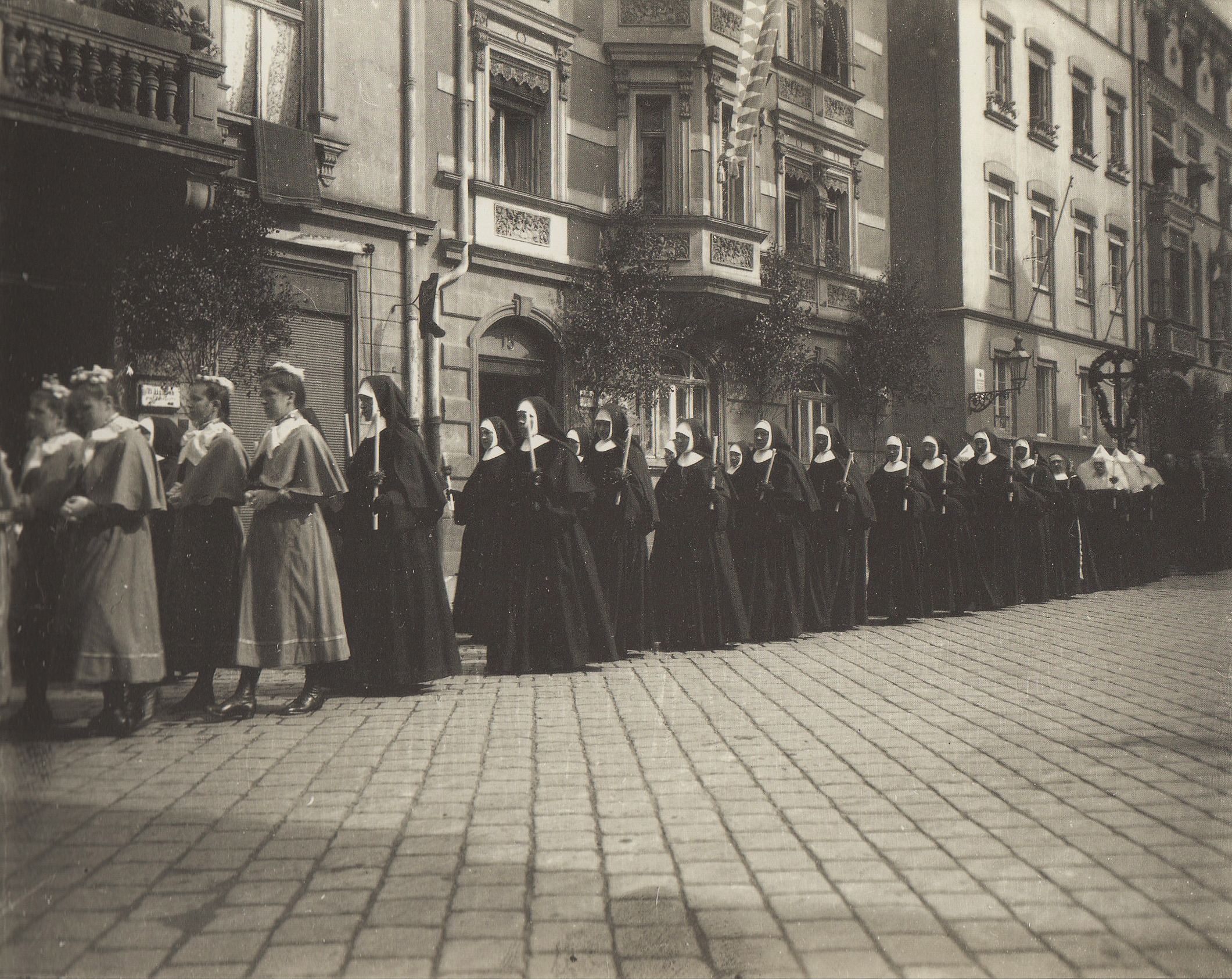
Procesión del Corpus Christi de la parroquia de Santa Ana por el barrio Lehel de Múnich (1915)

Un postulante (del latín: postulare, "preguntar") originalmente significaba alguien que hacía una petición o demanda, una especie de candidato. En la actualidad, el uso del término está restringido generalmente a aquellos que solicitan su admisión en un monasterio o un instituto religioso, tanto antes de su admisión real como en el período de tiempo anterior a su ingreso en el noviciado. Ahora, los términos de uso común para la persona que todavía no ha sido aceptada por una institución son "consultante" u "observador".
El término se utiliza con mayor frecuencia en la Iglesia católica y la Comunión anglicana (que incluye la Iglesia Episcopal). Las Iglesias ortodoxas orientales utilizan este término con menos frecuencia. En otras religiones no cristianas podía tener un sentido de espera activa antes de traspasar el umbral de su iniciación.

## Cristianismo
El tiempo que un posible candidato permanece como postulante puede variar dependiendo de la institución o de la situación particular del postulante. Entre las instituciones religiosas activas, suele durar entre 4 y 6 meses. En la actualidad, en muchos monasterios, un candidato pasa 1 o 2 años en esta etapa. Durante este tiempo, el postulante generalmente participa en todo lo posible en la vida de la comunidad, uniéndose a los novicios y miembros de profesión perpetua para el trabajo y la oración.
Dado que el candidato no es todavía miembro formal de la institución en esta etapa, es más fácil para alguien que no esté completamente seguro sobre su llamada a la vida religiosa, reexaminar sus intenciones y  compromisos antes de entrar en el noviciado. Del mismo modo, si se ha determinado que la persona es inadecuada para la vida consagrada, como postulante puede no ser admitido por la institución sin necesidad de ningún procedimiento formal.
El término también se utiliza a veces para describir el estado eclesiástico de un hombre que ha sido bendecido con la llamada al sacerdocio o al diaconado y ha recibido la aprobación de la parroquia y la diócesis. El candidato retiene su condición de postulante a lo largo del seminario, hasta que la ordenación al diaconado transitorio tiene lugar. El postulante que no vayan a ejercer la ordenación en el sacerdocio es ordenado en el diaconado vocacional.